# Lagoa (Alfoz)
Lagoa (llamada oficialmente San Vicente de Lagoa) es una parroquia española del municipio de Alfoz, en la provincia de Lugo, Galicia.

## Organización territorial
La parroquia está formada por treinta y ocho entidades de población, constando treinta y cuatro de ellas en el nomenclátor del Instituto Nacional de Estadística español:

### Entidades de población
Entidades de población que forman parte de la parroquia:
- A Azoreira
- Abelairas (As Abelairas)
- Acernadas (As Acernadas)
- Augaquente[8] (Auga Quente)
- Beloy[9] (Beloi)
- Campoverde[10] (O Campo Verde)
- Carballo Mariño (O Carballo Mariño)
- Carrocide
- Casasvellas (As Casas Vellas)
- Castiñeiro (O Castiñeiro)
- Chafarica (A Chafarica)
- Cruz (A Cruz)
- Currás (Os Currás)
- Escairo (O Escairo)
- Espadanal (O Espadanal)
- Galán
- Gavián
- Granda (A Granda)
- Grela (Agrela)
- Lavanco
- Lomba (A Lomba)
- Machuco (O Machuco)
- Maciñeira (A Maciñeira)
- Martille
- Pinguela (A Pinguela)
- Plantío (O Plantío)
- Ponte do Bao (Ponte do Vao)
- Ponte do Teixo (A Ponte do Teixo)
- Portodreito (Porto Dereito)
- Ribeiras (A Ribeira)
- Rizal (O Rizal)
- Señorío (O Señorío)
- Sixto (Sisto)
- Souto (O Souto)
- Vao
- Viñavella (A Viñavella)

### Despoblados
Despoblados que forman parte de la parroquia:
- Campelas[11] (As Campelas)
- Iglesia (A Igrexa)

## Demografía
| Gráfica de evolución demográfica de Lagoa entre 2000 y 2019 |
|                                                             |
| Datos según el nomenclátor publicado por el INE.            |